# 又紀仁美
又紀 仁美（ゆうき ひとみ、1972年1月11日 - ）は、日本のシンガーソングライター。本名は円谷 一美（つぶらや ひとみ）。血液型はO型。マスト所属。東京都出身。学習院女子短期大学卒業。

## 来歴・人物
ウルトラシリーズなどの特撮番組で知られる円谷プロダクションの一族出身であり、祖父は円谷英二、父は円谷一。また、円谷昌弘（円谷プロ第5代社長）、円谷英明（円谷プロ第6代社長）、俳優の円谷浩は兄、円谷一夫（円谷プロ第4代社長、元・名誉会長）は従兄、元・歌手の円谷優子は従姉にあたる。
1994年1月21日、又紀仁美・ゆうきひとみとして、シングル「きっと平気」でデビューした。1997年以降、活動名を円谷一美に戻した。2001年、音楽制作ユニット「en avant」を山崎一稔、佐孝康夫と立ち上げる。2009年、火野正平のアルバム『ウーマン達への子守唄』にコーラス・アレンジで参加。
結婚を機にサウジアラビアに移住し、現地で出産を経験した。その後、シリア、イギリスなどを経て日本に帰国し、音楽活動を再開した。

## ディスコグラフィ

### シングル
- きっと平気（1994年1月21日）
- ときに振り向いて聴かせて（1994年6月1日） - TBSテレビ「スーパーワイド」エンディングテーマ曲
- Lady's Melody（1994年9月21日） - 「カルビーポテトチップス」CMソング
- 虹を渡ろう（1995年6月1日）- 「どうぶつ奇想天外」ED曲
- 激しさを見せて（1995年9月30日）
- 24時の流星（1996年6月21日）
- YOU&LOVE（1996年11月30日） - 「象印」CMソング・TBSテレビ「ウェディングベル」ED曲
- 鏡の迷路（1997年8月30日）
- ラブ シンク（1998年7月18日）
- 手の中の宇宙（1999年4月21日）- 「ビーストウォーズネオ 超生命体トランスフォーマー」ED曲
- ひまわり（1999年6月19日） - NHKみんなのうた（1996年に安田祥子の曲が放送されているため、2曲目扱いとなる）
- Be there…（1999年12月18日）- 住友林業CMソング

### アルバム
- Kiss in the rain（1994年1月21日）
- あなたが微笑むとき（1994年12月10日）
- Forward（1995年9月1日）
- YOU&LOVE（1996年9月21日）
- Be Myself（1997年9月20日）

### ゲスト参加
- 火野正平『ウーマン達への子守唄』（2009年）
  - 「恋人たちのざわめき」（自作曲）、「雨」「ごめんね…」「瞳がほほえむから」を担当。

### CD-R
- Kiss in the rain（2001年10月21日）
- Be Myself（2001年10月21日）

## 楽曲提供
- 堀江美都子
  - 不思議を探そう（作詞・作曲） - 「ぐるぐるタウンはなまるくん」ED
  - Colors of dream ～虹の道標～（作曲） - 「銀河鉄道999～虹の道標～」ED
  - 悲しみは天に還して（作詞・作曲） - 「SUBMARINE SUPER 99」ED
  - ワタシタチノミライ（作詞・作曲） - 「SUBMARINE SUPER 99」挿入歌
- en avant
  - Lunatic Trance～静かなる絶叫（作詞・作曲） - 「i-wish you were here-」ED
- Project DMM
  - NOA 奇跡をその手に（作詞・作曲） - 「ウルトラマンノア」イメージソング ※円谷一美名義
  - NOA Nostalgia（作詞・作曲・編曲） - 「ウルトラマンノア」イメージソング ※円谷一美名義
- 植田佳奈
  - ハナビ（作詞・作曲）
- Brenda Vaughn
  - Reveal the World（作詞） - 「東のエデン」挿入歌
- LEAH
  - Invisible（作詞） - 「東のエデン 劇場版I The King of Eden」OP ※円谷一美名義
- 早見沙織
  - ミカエルかベリアル（作詞） - 「東のエデン 劇場版I The King of Eden」イメージソング ※円谷一美名義

## ラジオ
- 又紀仁美 あなたを聴かせて（TOKYO FM）
- 又紀仁美 ユウキ100%（TOKYO FM）